# Víctimes de la Guerra Civil espanyola

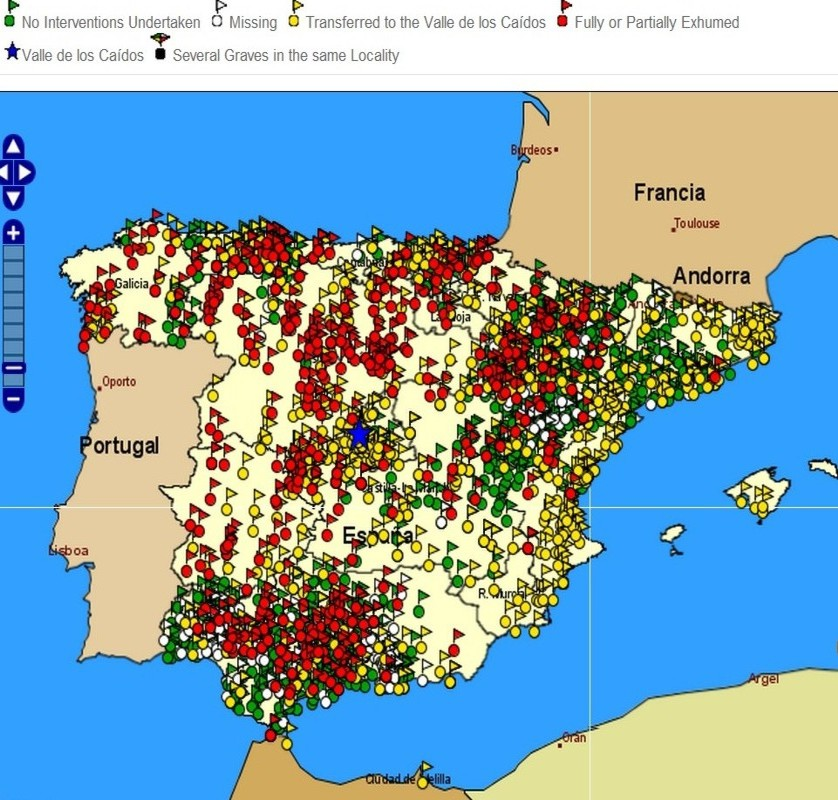
Localització geogràfica de les fosses o llocs d'enterrament de la Guerra Civil espanyola de les quals es disposa informació. Símbols segons l'actuació realitzada sobre cadascuna d'elles. Verd: Fossa encara no intervinguda. Blanc: Fossa encara no oposada. Groc: Transferida a la Valle de los Caídos. Roig: parcialment o totalment exhumada. Acord amb les circumstàncies de l'homicidi. Font: [http://mapadefosas.mjusticia.es Ministeri de Justícia d'Espanya

Les víctimes de la Guerra Civil espanyola són totes aquelles persones que van morir a causa de la brutal repressió provocada arran del cop d'estat del 18 de juliol de 1936 i durant tota la durada de la Guerra Civil espanyola tant pels dirigents del bàndol nacional com pels del bàndol republicà, que perseguia l'eliminació física de l'adversari.
Estudis, basats en evolucions demogràfiques, xifren en 540.000 la sobremortalitat dels anys de la Guerra Civil i la immediata postguerra, i en 576.000 la caiguda de la natalitat. L'estimació de víctimes mortals en la Guerra Civil espanyola conseqüència de la repressió pot xifrar-se en 200.000 persones. D'elles, es calcula en unes 50.000 les assassinades en la rereguarda de la zona republicana, calculant-se en 100.000 les assassinades en la rereguarda de la zona revoltada. a les quals cal afegir unes 50.000 execucions en la repressió franquista que va seguir la Guerra Civil. Aquestes estimacions, àdhuc avui, 2009, estan sotmeses a revisió; encara que les víctimes provocades pel bàndol republicà van ser ben identificades, les provocades pels revoltats, havent estat ignorades durant el franquisme, encara avui existeixen dificultats per a quantificar-les i identificar-les. «Les investigacions realitzades fins avui demostren que un alt percentatge de desapareguts no consta en cap registre».

## Repressió en ambdues zones
| «               | Els impulsos cecs que han desencadenat sobre Espanya tants horrors, han estat l'odi i la por. Odi destil·lat, lentament, durant anys en el cor dels desposseïts. Odi dels superbs, poc disposats a suportar la insolència' dels humils. Odi a les ideologies contraposades, espècie d'odi teològic, amb què pretenen justificar-se la intolerància i el fanatisme. Una part del país odiava a l'altra i la temia. Por de ser devorat per un enemic en aguaite: l'alçament militar i la guerra han estat, oficialment, preventius per a tallar-li el pas a una revolució comunista. Les atrocitats suscitades per la guerra en tot Espanya han estat la revenja monstruosa de l'odi i de la paüra. La humiliació d'haver tingut por i l'ànsia de no tenir-ho més atiaven la fúria. | » |
| — Manuel Azaña. | |   |

Des dels primers dies, en ambdues zones, es va deslligar una repressió que es va concretar en judicis sumaríssims i nombrosos passejos, eufemisme que van utilitzar aquells que treien de les seues cases, emparats a la nit en la majoria dels casos, als quals consideraven enemics i els portaven per a afusellar-los, normalment, a la vora de les cunetes.
Aquesta situació de terror es va concentrar en els primers mesos de la contesa i responien a un objectiu comú, l'eliminació física de l'adversari. Encara que les característiques van ser diferents en les dues diferents zones. En el bàndol revoltat van ser els mecanismes judicials instaurats pels rebels, i les milícies falangistes i carlistes, els que van dur a terme aquesta repressió, amb el beneplàcit i instigats des de la cúpula militar. En el bàndol republicà, deslligada la contesa, el Govern i la resta d'institucions públiques van perdre el control dels esdeveniments, es va deslligar una revolució que els va desbordar, propiciant la creació de forces paral·leles i tribunals que van ser els que, principalment, van exercir la repressió. La repressió va continuar, encara que en menor mesura, fins al final de la contesa i, àdhuc, es va perllongar amb la repressió que el franquisme va exercir en els anys següents.
La deterioració de la justícia va ser comuna en ambdues zones. Tant els tribunals militars com els populars estaven compostos en la seua majoria per persones alienes a la magistratura. En el bàndol revoltat, en tribunals militars únicament un de cada cinc membres havia de ser jurista, els judicis duraven breus minuts i sovint els acusats eren jutjats en grup. S'arribava a l'absurd de jutjar per "rebel·lió militar" a aquells que no es van sumar a la revolta. En la zona republicana, els tribunals populars, creats el 14 d'agost de 1936, estaven formats per tres funcionaris judicials i un jurat de catorze membres pertanyents a diferents organitzacions del Front Popular. A aquests tribunals populars, més endavant, vindrien a sumar-se els d'urgència que restringien encara més les garanties processals.
Els parlamentaris van ser un grup especialment castigat per ambdues parts. Un de cada cinc membres d'aquest col·lectiu va ser assassinat. Els revoltats van executar a uns quaranta diputats del Front Popular, mentre que en la zona republicana van ser executats vint-i-cinc de la coalició de dretes.
Les declaracions públiques de destacats republicans com Manuel Azaña, qui en un discurs demanava "pau, pietat i perdó" o Indalecio Prieto que apel·lava: "No imiteu aquesta conducta, us ho prego, us ho suplico. Davant la crueltat aliena, la pietat vostra; davant els excessos de l'enemic, la vostra benevolència generosa"; van contrastar amb el silenci entre les autoritats del bàndol revoltat. Igualment, si va haver-hi veus en la premsa de la zona republicana que van mostrar el seu malestar davant la violència deslligada com la del periodista Julián Zugazagoitia que escriuria: "per a jutjar a quants hagen delinquit disposem de la llei", en la zona revoltada, anul·lada la llibertat de premsa, la repressió exercida en la seua zona va ser silenciada. No obstant això, des del bàndol dels revoltats també es van alçar veus en contra de la repressió, destacant les declaracions de Marcelino Olaechea, bisbe de Pamplona que va declarar: "Nosaltres no podem ser com els nostres germans de l'altra banda: aquells germans cecs, que odien, que no saben de perdó".

## Repressió en la zona revoltada
La zona revoltada es va militaritzar des dels primers dies de la contesa. Es van prohibir els partits polítics, únicament es van mantenir legals la Falange i el carlisme que van desenvolupar una activitat més militar que civil. Aquesta militarització va arribar a la magistratura: els jutges havien de demostrar simpatia pels revoltats. Els primers a patir la repressió van ser les autoritats civils. Sotmesos a simulacres de judici que duraven menys de cinc minuts, en la seva majoria, van ser condemnats a la pena de mort i, quasi immediatament, afusellats. Van ser candidats a patir la repressió tots aquells que, no podent demostrar simpaties pels revoltats, exercien càrrecs públics en el moment de la revolta. Promulgada una vaga general en contestació a la revolta van ser afusellats, sense judici, els sindicalistes que es van significar. Maçons, socialistes, sindicalistes i nacionalistes eren condemnats a mort pel simple fet de ser-ho. Aquesta repressió va ser duta a terme principalment per l'exèrcit, encara que també hi van participar les milícies de la Falange i els carlins.
Significativa va ser la repressió a Navarra, on la revolta va triomfar el primer dia sense gaires enfrontaments. El general Mola, el dia 19 de juliol, va donar instruccions explícites: "Cal propagar una atmosfera de terror. Hem de crear una impressió de dominació [...]. qualsevol que siga obertament o secreta defensor del Front Popular ha de ser afusellat".
Va destacar, també, el terror exercit per Queipo de Llano en Andalusia, vanant-se per ràdio de les gestes repressives que cometia. Màlaga, afusellaments al cementeri de Granada, i Còrdova van ser les províncies andaluses més castigades. Aquesta última va patir un doble càstig primer a càrrec del Front Popular i, després, per part dels nacionalistes. La massacre de la carretera Màlaga-Almeria esdevinguda el 8 de febrer de 1937, durant l'entrada a Màlaga de les tropes franquistes, va causar la mort a diversos milers que intentaven allunyar-se de la ciutat.
En Valladolid, una "patrulla de l'alba", grup de falangistes dirigits per Onésimo Redondo, cofundador de les JONS, afusellava unes quaranta persones cada dia. Allí, com a altres ciutats de la zona revoltada, els presos eren trets a la nit en camions per a ser afusellats als afores de la ciutat sense si més no el simulacre d'un judici. El general Mola enviaria un comunicat demanant que aquestes execucions es fessin en llocs més discrets i que s'enterrés als morts, alguna cosa que fins llavors no es feia.
A Saragossa es van assassinar més de 6.000 persones, la majoria de les quals en els primers mesos de la contesa.
La presa de Badajoz va suposar una gran matança protagonitzada per les forces mores que van prendre la ciutat al comandament del general Yagüe.

### La repressió en xifres a la zona revoltada
Quantificar el nombre de víctimes de la repressió en la zona franquista ha estat fins ara un problema. Durant el franquisme, aquest va intentar silenciar aquesta repressió i, en tot cas, minimitzar la seua dimensió. Tradicionalment, els estudis més o menys documentats sobre aquestes víctimes, han estat a càrrec d'historiadors propers al franquisme i basant-se en les dades subministrades pel mateix franquisme. Els registres utilitzats per aquests historiadors (Institut Nacional d'Estadística i Registres Civils, principalment) s'ha demostrat no fiables, reflectint tan sols la meitat, fins i tot només la tercera part, de les morts.
A partir de 2008, aquest problema va començar a superar-se. A poc a poc van anar apareixent estudis que mitjançant treballs de camp i consulta d'arxius van desvetlar el vertader abast de la repressió. Aquests treballs avancen a poc a poc, en part per les dificultats intrínseques d'aquesta labor, en part per la resistència dels Governs Militars expressada pels investigadors i per dificultats en l'accés a determinats arxius. En 2008, els estudis amb prou feines cobrien la meitat de la geografia espanyola. La Llei sobre la Recuperació de la memòria Històrica pot contribuir a donar un impuls a aquests treballs i aconseguir un millor coneixement d'aquests fets.
Amb les dades disponibles en 2009, el nombre de víctimes mortals en la rereguarda dels revoltats pot xifrar-se en 100.000 (no inclou les execucions i morts del franquisme posteriors a la guerra); aquestes són, principalment, de sindicalistes, intel·lectuals, polítics republicans i nacionalistes (el col·lectiu de mestres va ser objectiu d'una dura repressió) i la població en general acusada de col·laborar amb la República o de no oferir-ne resistència.
Pot ser interessant conèixer les xifres que s'han anat barrejant fins a 2009, acostaments que denoten les dificultats que els historiadors han trobat davant la falta de registres fiables (aquests estudis no desglossaven les víctimes produïdes durant la guerra i les produïdes per la posterior repressió franquista). Historiadors, en 2002, ja xifraven el nombre de víctimes en 150.000. Les associacions de la memòria històrica xifraren aquest nombre en 130.000 i alguns historiadors eleven aquesta xifra. L'historiador britànic Paul Preston calculà el nombre de víctimes en 180.000 i el també historiador Santos Juliá aporta una xifra mínima de 90.000 per a les 36 províncies que ha estudiat. Eduardo Guzmán, estudiant especialment la repressió de postguerra, dona la xifra de 200.000 morts.
El 2008 el jutge de l'Audiència Nacional Baltasar Garzón sol·licità a Ajuntaments i altres organismes una llista de desapareguts durant la Guerra i la postguerra. El llistat, que es va reunir el 22 de setembre de 2008 incloïa 149.352 noms, encara que els seus propis autors avisen que falten moltíssims noms i, al mateix temps, que molts dels noms podrien estar duplicats i fins i tot triplicats (cos que van fer en el moment de fer lliurament del material per a evitar suspicàcies). Presenta la següent distribució geogràfica (segons les actuals comunitats autònomes): Galícia (7.000), Astúries (6.000), Cantàbria (2.535), País Basc (1.900), Navarra (3.920), La Rioja (2.070), Catalunya (3.338), Illes Balears (1.486), Aragó (9.538), Castella-la Manxa (8.851), Castella i León (14.660), Extremadura (9.486), Madrid (3.424), Andalusia (42.131), País Valencià (29.034), Regió de Múrcia (1.000), Illes Canàries (2.211), Ceuta i Melilla (768).

## Repressió en la zona republicana
Després de l'aixecament, a les zones on no va triomfar la insurrecció, s'hi va desfermar una revolució que va propiciar la desaparició o transformació de moltes institucions. En les grans ciutats van sorgir les forces paral·leles a les d'ordre públic. Cada partit polític comptava amb les seues milícies i també disposava de les seues pròpies "txeques", espècie de presons al marge de l'autoritat de la república, que prompte es van significar per la pràctica de la tortura (a Madrid se'n van arribar a obrir diverses dotzenes). Els revolucionaris van donar especial importància a l'autoritat municipal i nombrosos ajuntaments van ser presos i els comitès revolucionaris van assumir les seues funcions, desplaçant també les forces d'ordre públic.
La revolució es va iniciar amb una onada d'assassinats, destruccions i saquejos. A les grans ciutats, les milícies dels diferents partits es van dedicar a fer el passeig a tot aquell que identificaven com a potencial enemic. Els sacerdots i frares van ser els que més van patir les seues ires, en desencadenar-se el que s'ha conegut com la persecució religiosa, assassinant prop de 7.000 eclesiàstics a tota la geografia espanyola. Un dels exemples més destacats entre els casos de la brutalitat revolucionària exercida contra el clergat va succeir en la diòcesi de Barbastre, on es van assassinar 123 dels 140 sacerdots, és a dir, el 88% dels seus membres.
A Madrid, durant el mes de novembre de 1936 es van produir les saques massives de presos que, davant la proximitat del front, es va considerar que havien de ser traslladats. La majoria d'aquests presos no van arribar a la seva destinació. Entre 2.000 i 5.000 van ser afusellats al municipi de Paracuellos i Torrejón de Ardoz.
Els tres primers mesos de la guerra van ser d'especial terror en les grans ciutats de la zona republicana. Les passions revolucionàries estaven en el seu zenit i l'autoritat del Govern en el seu nadir. Madrid es va convertir en territori ocupat per un laberint de milícies que, a l'empara de la nit, treien de les seues cases a aquells que arbitràriament eren denunciats per col·laborar amb els revoltats; en alguns casos, la prova consistia a haver escoltat ràdio Sevilla o haver encès els llums del cotxe, suposadament per a orientar els avions dels revoltats. Aquells mesos les ambaixades es van omplir de refugiats.
A Barcelona la situació va ser molt similar a Madrid, amb l'afegit que van ser freqüents els enfrontaments entre les diferents milícies, principalment les de la UGT s'enfrontaven a les de la CNT i els comunistes del PSUC s'enfrontaven als trotskistes del POUM.

### La repressió en xifres a la zona republicana

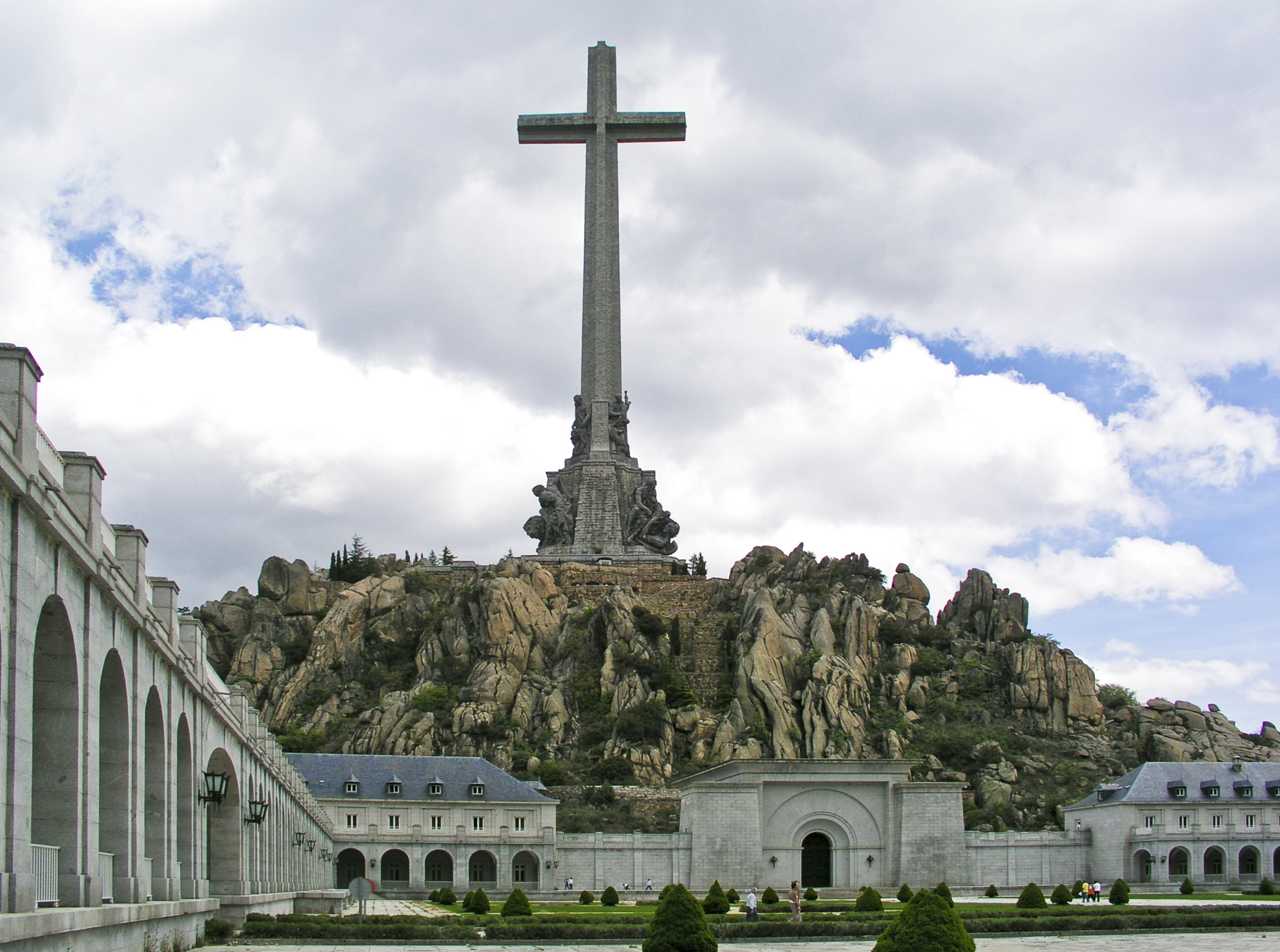
Valle de los Caídos.

Al contrari de l'esdevingut amb les víctimes en la zona nacional, pot considerar-se que les víctimes en la zona republicana estan ben identificades i sobre el seu nombre existeixen menys controvèrsies. En concloure la Guerra Civil, el franquisme va escometre un exhaustiu estudi que va quedar reflectit en l'anomenada Causa General. L'estudi arreplega les conseqüències del "terror roig" des de febrer de 1936 fins a la fi de la contesa. Es tracta d'un minuciós estudi realitzat municipi per municipi i que ocupa més d'1.500 lligalls, avui conservats a l'Arxiu Històric Nacional. Segons les dades que obren en aquest arxiu, el nombre de víctimes de la repressió republicana seria de 38.563. Ramón Salas publicaria un estudi, segons el qual aquest nombre ascendiria a més de 70.000; encara que en aquest estudi s'han descobert duplicacions. Estimacions actuals calculen que el nombre d'aquestes víctimes no va superar les 50.000.
Les víctimes, en aquesta zona van ser, principalment, religiosos, terratinents, empresaris i polítics de dretes, i aquestes es van concentrar principalment els primers mesos de la contesa, producte de nombrosos passejos que, encara que en menor mesura, van seguir produint-se fins a la fi de la guerra.

## Repressió en la postguerra
| «                                       | El règim havia arribat en poder com a resultat d'una violenta propaganda que, especialment en els seus primers anys, es va basar en una coacció extremada, amb la finalitat de mantenir sota control als enemics declarats. […] L'excessiu nombre d'execucions polítiques per part de tots dos bàndols en els primers mesos del conflicte, que va arribar a desenes de milers de víctimes en cada zona va conèixer una major moderació el 1937. […] La terminació de la Guerra Civil no va posar fi a la repressió, sinó que va facilitar-ne una més eficaç sistematització. | » |
| — Stanley G. Payne, La Época de Franco. | |   |

Acabada la guerra, amb el triomf dels revoltats, els vencedors van iniciar una altra etapa de repressió la finalitat de la qual va ser atemorir a tots aquells que no s'identificaven amb el nou règim. Al febrer de 1939 es va promulgar la Llei de Responsabilitats Polítiques, segons la qual, no solament aquells que havien col·laborat amb el govern legal de la República podien ser condemnats, sinó també aquells que suposadament hagueren mostrat una “passivitat greu”. Entre altres arbitrarietats, haver pertangut a una lògia maçònica, personal obsessió de Franco, va ser suficient per a ser processat.
En la geografia espanyola van sorgir nombrosos camps de concentració on s'amuntegaven els detinguts vivint en condicions duríssimes, sotmesos a maltractaments i morts arbitràries. La primera repressió la van exercir les milícies falangistes que es presentaven en aquests camps i es portaven a aquells als quals consideraven havien de donar-los el "passeig". Abans d'acabar la guerra ja funcionava el camp de concentració de Castuera que es va construir una vegada caiguda en mans de l'exèrcit franquista la comarca de La Serena. Al camp de concentració d'Albatera van ser ingressats molts republicans que no van poder exiliar-se des d'Alacant en els últims moments de la contesa. A la fi de 1940 aquests camps ja havien sigut desmantellats en la seua majoria i els presos van passar a diferents presons en les quals les condicions no eren molt millors. no obstant això, els camps de concentració van seguir existint fins a 1947, any en què es tanca l'últim, el camp de concentració de Miranda de Ebro.
La primera depuració la va patir el sistema judicial, el franquisme va tenir especial cura en què els tribunals estigueren compostos per elements afins. Estaven compostos principalment per militars, el defensor era un altre militar al que no se li demanava una formació jurídica i devia subordinació al president del tribunal, també militar. Aquests tribunals es van encarregar de jutjar a aquells que, com en un món a l'inrevés, eren acusats de promoure o donar suport a la insurrecció. Els judicis duraven breus minuts, a vegades es jutjaven a grups de seixanta persones les que podien o no ser escoltades. Un altre sector especialment castigat va ser el de l'ensenyament. Es va continuar amb la repressió iniciada amb la revolta militar. «A més dels assassinats, amb formació de causa o sense ella, durant el procés de depuració van resultar sancionats entorn de setze mil mestres, al voltant del 25% del cos. Quasi el 10% van ser expulsats de l'exercici de la professió».
El 1939, el nombre de detinguts esperant judici superava els 270.000. Ramón Salas, en els anys 1970, donava la xifra de 30.000 execucions dictades per aquests tribunals. En l'actualitat es calcula en unes 50.000 les persones que foren executades (encara que, àdhuc avui, aquesta xifra pot considerar-se provisional). A aquesta xifra caldria sumar totes aquelles morts que es van produir a les presons a conseqüència de les pèssimes condicions en les que intentaven sobreviure els presos. «a la presó Model de València van arribar a concentrar-se 15.000 presoners en alguns mesos de 1939 i 1940, malgrat que la capacitat prevista d'aquest recinte construït el 1907 era per a 528 persones». Com a exemple, es coneix que a Albacete, on va haver-hi un miler d'execucions, van morir a la presó 300 persones.
Les dades sobre les víctimes que van morir executades o a les presons franquistes s'obtenen per extrapolació de les poques dades amb les que compten els investigadors, ja que el franquisme es va preocupar que molts d'aquests crims no figuressin a registres oficials i les dades existents, encara avui són de difícil accés.
Població reclusa després de la Guerra Civil espanyola
(amb data de 31 de desembre de cada any)
1939 ---- 270.719
1940 ---- 233.373
1941 ---- 159.392
1942 ---- 124.423
1943 ---- 74.095
1944 ---- 54.072
1945 ---- 43.812
1946 ---- 36.379
1947 ---- 38.139
1948 ---- 37.451
1949 ---- 36.127
1950 ---- 30.610
En la primavera de 1940 dels més de 250.000 reclusos, solament 103.000 l'estaven per sentències judicials. El 1941, en el segon aniversari de la fi de la guerra es va promulgar una amnistia per als condemnats a sentències inferiors a dotze anys i el 17 de desembre de 1943 una altra amnistia va deixar també en llibertat provisional a aquells les condemnes dels quals eren inferiors als vint anys. Es va dictar un decret que reduïa les condemnes en un terç per la realització de treballs “voluntaris” en la reconstrucció del país. La principal obra que van escometre aquests batallons de reclusos va ser la construcció del Valle de los Caídos, basílica que va allotjar la tomba del mateix Franco, el projecte del qual es va donar a conèixer l'1 d'abril de 1940.
Els Tribunals i els processos no solament van servir a una finalitat repressora sinó que també van tenir la missió d'acoquinar a la població. Com a exemple, el cas conegut d'Albacete, on els tribunals militars van jutjar 34.000 persones, cosa que va suposar que el 9% de la població va passar per aquests tribunals.
Una altra forma de repressió va ser l'administrativa i l'econòmica. El franquisme, en el seu afany de combatre l'"enemic interior", va depurar tots els organismes oficials (sent mestres i catedràtics sospitosos, va posar especial atenció en la depuració de l'ensenyament) i l'economia es va muntar afavorint als addictes al Règim, excloent-ne tot sospitós de desafecció. A totes les ciutats i pobles, l'autoritat civil i religiosa, aquesta última encarnada pel rector, emetien informes que, en el cas de ser negatius, comportaven sancions de tota classe. Es van imposar sancions no solament als condemnats sinó també a famílies senceres i determinades regions i províncies van ser castigades per haver romàs fidels a la República o ser considerades esquerranes. La repressió no solament va estendre's a aquells que s'havien oposat al Règim sinó també a aquells que se'ls va considerar discrepants. «Els avanços en la comprensió de la repressió com un fenomen de més ampli abast que les execucions i els assassinats van fent cada vegada més intel·ligible la nova realitat social que es va anar configurant entorn del règim».
Especial va ser la dedicació a la repressió de la dona del bàndol vençut. «Les sancions que s'executaven sobre les "dones roges" actuava sobre la imatge de la dona», se'ls rapava el pèl al zero, se'ls subministrava oli de ricí per a provocar la posterior burla pels seus efectes, o li les obligava a agranar les esglésies i les cases dels senyorets.
| «                  | Les famílies dels condemnats rojos havien de saber carregar amb l'estigma dels vençuts. Roges i dones de rojos eren el mateix. Se les podia violar, confiscar els seus béns. Calia vigilar-les, reeducar-les i purificar-les, amb oli de ricí si calia, perquè expulsessin els dimonis del seu cos. Com a portadores de culpa que eren, comenta Michael Richards, se les rapava el cap, una imatge quotidiana dels anys quaranta, perquè els vencedors assenyalaren encara més a la «pelona». | » |
| — Julián Casanova. | |   |

## Refugiats i exiliats

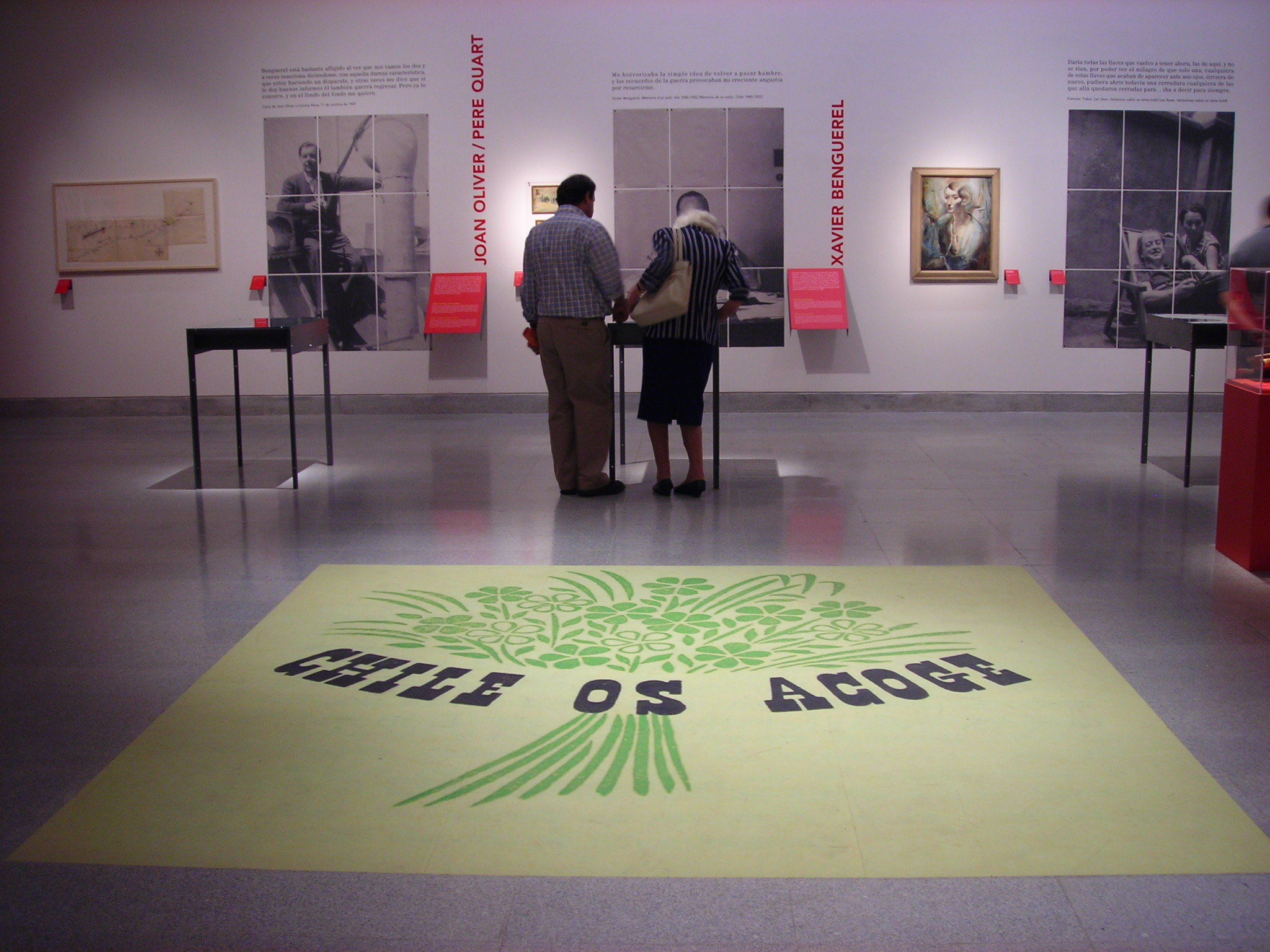
L'exili espanyol en el Centre Cultural Palau de la Moneda, a Santiago de Xile.

Els primers mesos del conflicte van provocar desplaçaments de població principalment en les regions frontereres amb França, que se sentien amenaçades per l'acció de tots dos contendents i especialment, nombroses persones afectades per la violència durant la revolució social i l'acció de milícies. La provisionalitat i caràcter minoritari d'aquests primers refugiats va ser deixant pas a formes més permanents i massives que van afectar majorment a la població de les zones de control "republicà" a mesura que progressaven les àrees sota autoritat de les forces franquistes, per a generar a terme del conflicte, una situació d'exili o de no retorn a centenars de milers de persones.
Els desplaçaments massius es van produir a conseqüència de la batalla del Nord, període durant el qual prop de 200.000 persones van creuar França, de les quals 165.000 van tornar a Espanya per a reincorporar-se a la zona republicana. Des de llavors França arreplegaria un degoteig d'exiliats fins que en els últims moments de la guerra, amb la caiguda de Catalunya, es produïra la gran onada en la qual van passar a França unes altres 350.000 persones. En els dies següents al cessament d'hostilitats i final de la contesa, des d'Alacant, van salpar unes 15.000 persones, la majoria amb destinació al nord d'Àfrica i la Unió Soviètica. En total es calcula que van ser unes 450.000 persones les que romanien exiliades en la primavera de 1939, immediatament després d'acabada la Guerra Civil, d'elles, quasi la totalitat, 430.000, s'estaven a França, confinades, en la seua majoria, a camps de concentració habilitats per a acollir-les.
França no va preveure la gran quantitat d'espanyols que creuarien la frontera, no va destinar suficients mitjans i els camps de concentració es van convertir en llocs inhabitables on els exiliats s'amuntegaven en condicions de vida penoses. França va negociar amb Francisco Franco perquè acceptés la tornada d'aquells exiliats que volgueren tornar i a la fi de 1939 el nombre de refugiats que romanien als camps es va reduir a 140.000, uns altres 42.000 es van distribuir en altres països. Rússia, Argentina, Cuba, Santo Domingo i especialment Xile, pels esforços de Pablo Neruda (en aquell temps ambaixador a París) i Mèxic, que arribaria a acollir uns 22.000 refugiats, foren els principals països d'acolliment.
Els camps de França no es van desmantellar fins ben entrat l'any 1940. Els refugiats van ser incorporant-se a la Legió estrangera i companyies de treball destinades a treballadors estrangers.
Amb l'ocupació alemanya de França, els exiliats espanyols van passar a patir una nova repressió. Dirigents del Front Popular van ser reclamats per Franco i lliurats a la policia franquista, aquest va ser el cas del President de la Generalitat Companys, i el de Joan Peiró i Julián Zugazagoitia que posteriorment van ser executats. 13.000 espanyols van ser enviats a camps de concentració a Alemanya, el camp de concentració de Mauthausen va ser la seva destinació principal, però també a d'altres, com Sachsenhausen-Oranienburg al que va ser enviat Largo Caballero. Dels 13.000 espanyols que van ser enviats a camps de concentració nazis únicament van aconseguir sobreviure 2.000 morint-ne el 85%, percentatge de morts superior al de qualsevol altra nacionalitat. Entre 30.000 i 40.000 espanyols van ser enviats a camps de treball a Alemanya.
Amb l'inici de la II Guerra Mundial, la majoria dels refugiats que romanien a França es van incorporar a unitats militars per a combatre a Alemanya i uns 10.000 refugiats, principalment comunistes, es van integrar en la resistència jugant un paper important en la lluita contra l'ocupació alemanya. Els combatents espanyols van alliberar gran part del sud de França, una de les primeres unitats a entrar a París la integraven exiliats espanyols i els batallons Guernica i Llibertat van participar en alliberament de posicions en la zona de l'Atlàntic. El nombre d'exiliats espanyols morts en la II Guerra Mundial pot acostar-se a la xifra de 25.000. Acabada la II Guerra Mundial, els exiliats espanyols a França van adquirir un estatus legal, del que mancaven amb anterioritat, que els va permetre romandre en el país. També és de destacar la comunitat d'exiliats a Mèxic.
L'exili republicà espanyol permanent es calcula en 200.000 exiliats, compost principalment per combatents del Front Popular, càrrecs públics, professionals i intel·lectuals. En determinades àrees com la poesia, les ciències o el pensament, els qui van emigrar representaven una part transcendental de la cultura espanyola, per la qual cosa la societat espanyola es va veure mutilada per la desaparició d'aquestes persones.

## El problema del reconeixement de les víctimes
| «             | Les ferides de la Guerra Civil només es guariran definitivament quan tots dos bàndols accepten la veritat del que va passar en les seues respectives rereguardes durant la contesa franquista. | » |
| — Ian Gibson. | |   |

El franquisme, des d'un primer moment, es va preocupar de donar el degut reconeixement a les víctimes de la repressió en la zona republicana. Aquestes víctimes van ser identificades i els seus cossos exhumats per a proporcionals una sepultura digna.
Contràriament, les víctimes de la repressió franquista van ser, en el millor dels casos, ignorades, si no denigrades. Moltes d'aquestes víctimes es troben enterrades en fosses comunes disperses per la geografia espanyola; les seues morts, en molts casos ni tan sols figuren en els registres civils. Superat el franquisme i instaurada la democràcia, per les particularitats de la Transició, van haver de passar diverses dècades perquè aflorés a l'opinió pública la reivindicació de la seua memòria.
A la fi dels anys 90, passats 25 anys des que s'instaurara la democràcia sense que cap institució pública s'haguera preocupat de promoure una investigació general sobre aquestes víctimes, familiars de represaliats van començar a reivindicar de forma organitzada la localització i exhumació dels cossos dels seus afins per a proporcionar-los una sepultura digna. Aquests esforços s'han vist acompanyats per la labor d'historiadors interessats a arribar al coneixement de la vertadera magnitud, i altres extrems, de la tragèdia. Aquestes famílies, agrupades en l'Associació per a la Recuperació de la Memòria Històrica, des de l'any 2000 han promogut l'obertura de les fosses comunes i al setembre de 2008 el nombre de cossos exhumats era de 2.317.
Entre març i abril de 2001, la Comissió Cívica d'Alacant va commemorar el 70 aniversari de la II república i el 62 de la fi de la Guerra Civil amb el lema Recuperar la memòria històrica, comentant els seus promotors que "si un poble oblida la seva història no comprèn el present ni pot llaurar-se el futur".
El 22 de juny de 2006 es va aprovar en el Congrés dels Diputats amb l'única oposició del Partit Popular (PP) que l'any 2006 fora declarat any de la memòria històrica. El 28 de juny d'aqueix any, el Govern de Rodríguez Zapatero va presentar el projecte de la Llei de Memòria Històrica amb la finalitat de reconèixer, ampliar drets i establir mesures en favor dels qui van patir persecució o violència durant la guerra civil i la dictadura. El PP es va oposar a aquest projecte al·legant que ja s'havien adoptat "nombroses iniciatives a favor de les víctimes de la Guerra Civil i la dictadura" i que el PSOE amb la proposta d'aquesta llei, s'estava traint a si mateix en haver trencat la "reconciliació" pactada en la Transició, acusant-lo d'"hipocresia", "disfressant d'iniciativa de concòrdia el que no és més que un pas endavant en el procés de ruptura del pacte de convivència". Esquerra Republicana de Catalunya i Izquierda Unida van presentar altres projectes alternatius per considerar-ho insuficient. El Congrés dels Diputats aprovà la llei el 31 d'octubre de 2007.
El desenvolupament de la llei de la Memòria Històrica amb prou feines ha estat un tímid avanç en el tema que es proposa. Hi ha realitats que són esclaridores, (a la tardor de 2008) la Generalitat de Catalunya tenia un pressupost superior, destinat a la investigació d'aquests fets i la dignificació de les fosses comunes, que el mateix Governo de la nació; i mentre comunitats autònomes hi col·laboren (Andalusia, Astúries, Aragó…) altres, les governades pel PP, no han destinat fons ni han iniciat investigacions.
El 28 d'agost de 2008, per decidir si era competent en la querella presentada per quatre associacions per a la Recuperació de la Memòria Històrica (les associacions de Catalunya, València, Aragó, Ponteareas), el jutge de l'Audiència Nacional Baltasar Garzón va recaptar informació del Govern, la Conferència Episcopal i diversos ajuntaments amb la finalitat d'elaborar un cens d'afusellats, desapareguts i enterrats en fosses comunes a partir del 17 de juliol de 1936. Les associacions i diversos particulars demanaven esclarir el parador de centenars d'afusellats i desapareguts pel bàndol franquista a partir del cop d'estat franquista.
La Conferència Episcopal es va negar a acatar el requeriment, declarant-se incompetent davant la petició del jutge. El Ministeri de Defensa va respondre al jutge que no tenia documentació sobre el nombre de víctimes, sent l'Exèrcit de Terra, l'únic dels tres exèrcits que va manifestar que, en els seus arxius, podria disposar d'alguna informació sobre casos puntuals. El 23 de setembre de 2008, l'Associació per a la Recuperació de la Memòria Històrica va enviar al Jutge Garzón el llistat de 143.353 desapareguts víctimes de la repressió franquista.
Aquesta iniciativa del jutge Garzón per investigar el parador d'aquestes víctimes i les circumstàncies de la seva mort s'ha trobat amb obstacles de diferent tipus. encara que alguns ajuntaments i institucions han mostrat la seva disposició per col·laborar, a la negativa de la Conferència Episcopal i les escasses dades que es troben en els arxius militars s'hi sumen les reticències d'ajuntaments governats pel PP i el boicot d'algun d'ells, com el d'Almeria. El PP acollí la iniciativa arremetent contra el jutge Garzón, acusant-lo de "perdre el nord" i considerant la iniciativa de "disbarat", "error gravíssim", i "Esperpèntic".
La premsa internacional qualificà la iniciativa de "fet històric". El The New York Times, The Guardian, The Daily Telegraph, El Clarín, Le Monde,... es van fer ressò de la iniciativa.
El 7 de novembre de 2008, l'Audiència Nacional, a sol·licitud del Fiscal de l'Estat, després d'un debat tens, suspenia l'apertura de foses i exhumacions sol·licitades pel Jutge Garzón. El dia 18, el jutge Garzón s'inhibeix d'investigar la causa contra el ‘franquisme’ per considerar-la extinta en comprovar-se la mort dels acusats. En l'auto va remetre les investigacions dels desapareguts als jutjats territorials on estiguin situades les foses.
| «                                     | Que una investigació sigui difícil no significa que sigui impossible ni de bon tros general. General i sistemàtica va ser l'acció criminal desplegada, i, ara es tracta de delimitar els aspectes concrets i particulars que poden ser objecte d'investigació i, per això, s'han marcat i identificat els diferents grups de víctimes i per això es tracta de valorar-ne al màxim el seu nombre i per això la Justícia ha d'actuar, en cadascuna de les jurisdiccions que siguin competents. | » |
| — Acte del jutge Garzón de 18/11/2008 | |   |

Al setembre de 2009 el grup del partit Socialista Obrer Espanyol al Congrés dels Diputats, en proposició de llei, va instar al govern a identificar les restes dels republicans enterrats a la Valle de los Caídos. En el seu moment, aquestes restes van ser exhumades i traslladats sense el consentiment ni el coneixement dels seus familiars que, en alguns casos, van seguir plorant-los allí on primerament van ser enterrats. El grup socialista va demanar el reconeixement cap a aquestes víctimes i va recordar la responsabilitat de l'Estat en estar enterrades en sòl Patrimoni de l'Estat. La mateixa proposició de llei va instar al govern perquè en el termini de sis mesos es posés en contacte amb els familiars de les víctimes, els comuniquessin l'actual parador dels seus afins i els possibilitessin decidir sobre la destinació final de les seves restes. La proposició, a iniciativa d'ICV-IU-ERC i de Nafarroa Bai, fou aprovada el 30 del mateix mes de novembre amb l'única oposició de PP que considerà que "la proposta no té en compte la Llei de Protecció de Dades ni les competències de la Comunitat Autònoma de Madrid."